# Patrick Berg
Patrick Berg, född 24 november 1997, är en norsk fotbollsspelare som spelar för Bodø/Glimt. Han representerar även det norska landslaget. Bergs far, Ørjan Berg, och farfar, Harald Berg, har också spelat för både Bodø/Glimt och det norska landslaget.

## Klubbkarriär
Berg debuterade för Bodø/Glimt i Eliteserien den 12 juli 2014 i en 3–0-förlust mot Odds BK.
Den 20 december 2021 värvades Berg av franska Lens, där han skrev på ett kontrakt till sommaren 2026.

## Landslagskarriär
Berg debuterade för Norges landslag den 24 mars 2021 i en 3–0-vinst över Gibraltar, där han blev inbytt i halvlek mot Martin Ødegaard.

## Meriter
Bodø/Glimt
- Eliteserien (2): 2020, 2021